# 柴楨戰役
柴楨戰役（英語：Battle of Svay Rieng）是越南戰爭後期南越簽訂《巴黎和平協約》後，在1974年4月27日至5月2日對北越的一場戰鬥，亦是南越對北越的最後一場小型戰鬥。
最終戰鬥以南越軍在柴楨勝利而結束。